# Dicranum pseudorobustum
Dicranum pseudorobustum är en bladmossart som beskrevs av C. Müller och Geheeb 1877. Dicranum pseudorobustum ingår i släktet kvastmossor, och familjen Dicranaceae. Inga underarter finns listade i Catalogue of Life.